# ایلیوشین ایل-۱۰۲
ایلیوشین ایل-۱۰۲ (به روسی: Ил-۱۰۲)(به انگلیسی: Ilyushin Il-102) یک هواگرد تهاجمی آزمایشی تک‌باله تک‌موتوره دوسرنشین بود که توسط شرکت هواپیماسازی روسی ایلیوشین طراحی شد اما به وسیله نیروی هوایی شوروی رد شد. این هواگرد نخستین پرواز خود را در سال ۱۹۸۲ میلادی انجام داد.

## مشخصات
داده‌ها از The Osprey Encyclopedia of Russian Aircraft 1875–1995
ویژگی‌های عمومی
- خدمه: ۲
- طول: ۱۷٫۵ متر (۵۷ فوت ۵ اینچ)
- پهنای بال: ۱۶٫۹ متر (۵۵ فوت ۵ اینچ)
- ارتفاع: ۵٫۰۸ متر (۱۶ فوت ۸ اینچ)
- مساحت بال‌ها: ۶۳٫۵ متر مربع (۶۸۴ فوت مربع)
- وزن خالی: ۱۳٬۰۰۰ کیلوگرم (۲۸٬۶۶۰ پوند)
- وزن ناخالص: ۱۸٬۰۰۰ کیلوگرم (۳۹٬۶۸۳ پوند)
- بیشترین وزن برخاست: ۲۲٬۰۰۰ کیلوگرم (۴۸٬۵۰۲ پوند)
- پیشرانه: ۲ عدد موتورتوربوفن کلیموف آردی-۳۳I, ۵۱ کیلونیوتن (۱۱٬۰۰۰ پوند-نیرو) thrust  در هر موتور

عملکرد
- حداکثر سرعت: ۹۵۰ کیلومتر بر ساعت (۵۹۰ مایل بر ساعت، ۵۱۰ گره)
- بُرد رزمی: ۴۰۰–۵۰۰ کیلومتر (۲۵۰–۳۱۰ مایل، ۲۲۰–۲۷۰ مایل دریایی)
- بُرد معبر: ۳٬۰۰۰ کیلومتر (۱٬۹۰۰ مایل، ۱٬۶۰۰ مایل دریایی)
- بارگیری بال: ۲۸۳ کیلوگرم بر متر مربع (۵۸ پوند بر فوت مربع)
- نیرو/وزن: ۰٫۵۸

تسلیحات

- اسلحه‌ها: 
The under-wing pylons of the Il-102, armed with unguided rocket pods
- ۱ قبضه توپ ۳۰ میلی‌متری گ.ش-۳۰-۲نصب شده به صورت خارجی در زیر بدنه.
- ۱ قبضه توپ ۲۳ میلی‌متری گریازیف شیپونوف گش-۲۳ نصب شده در برجک دم با کنترل از راه دور.
- بمب‌ها: 7,200 kg (15,873 lb) external stores in six wing bomb bays and eight external pylons (six under wing and two under fuselage)The under-wing bomb-bays of the Il-102, armed with bombs